# ارغون، افغانستان
ارغون (به لاتین: Orgun) یک منطقهٔ مسکونی در افغانستان است که در ولایت بلخ واقع شده‌است.